# Köldmedium
Ett köldmedium är en energibärare som används för att transportera värme från en kallare plats till en varmare, vanligen mellan två så kallade reservoarer. Köldmedium används som arbetsmedium i bland annat kylskåp, frysar, värmepumpar och luftkonditioneringar. Köldmedium ska ej förväxlas med kylmedium, som i dessa system betecknar det medium som kyler kondensorn.
Köldmediet är anpassat så att det förångas i kontakt med värmereservoaren (därifrån värme hämtas) och kondenserar i kontakt med kylreservoaren (dit värmen avges). Detta eftersom övergångarna mellan de olika aggregationstillstånden tar upp och avger betydligt mer energi än att bara öka/minska köldmediets temperatur. Till exempel går det åt 2 260 kJ för att förånga 1 kg vatten, medan det bara krävs 418 kJ för att värma samma mängd vatten från 0 °C till 100 °C. Vatten, som har ASHRAE-beteckning R718, används bara sällan som köldmedium.
För ett kylskåp innebär detta att köldmediet förångas på grund av "värmen" inuti kylskåpet och kondenserar på grund av "kylan" utanför. Att mediet förångas vid lägre temperatur än det kondenserar är möjligt eftersom köldmediet i "förångaren" på kylskåpets insida har lägre tryck än i "kondensorn" på skåpets utsida.
Exempel på olika köldmedier är propan, ammoniak och olika hydrofluorkarboner. Även en ny typ av köldmedium finns, hydrofluoroolefiner (ex. HFO1234yf) som kommer att användas i klimatanläggningar i bilar, då det anses vara mera miljövänligt än nu använda köldmedier.

## Lista av köldmedier[2]
Listan nedan visar de vanligaste köldmedier som förekommer. Enligt ett internationellt avtal benämns köldmedier med en R-kod som står för det engelska ordet för köldmedium, "Refrigerant". Nummerna efteråt betecknar antalet flour-, kol-, väte-, klor- eller bromatomer som finns i den kemiska sammansättningen.
| Kod   | Kemisk beteckning | Namn                 | GWP   | Kommentar                                             |
| ----- | ----------------- | -------------------- | ----- | ----------------------------------------------------- |
| R12   | CF2CI2            | Difluordiklormetan   | 10800 |                                                       |
| R22   | CHF2CI            | Diflourmonoklormetan | 5280  |                                                       |
| R32   | CH2F2             | Difluormetan         | 580   |                                                       |
| R134a | C2H2F4            | Tetrafluoretan       | 1430  |                                                       |
| R290  | CH3CH2CH3         | Propan               | 3     |                                                       |
| R600a | C4H10             | Isobutan             | 3     |                                                       |
| R404a |                   |                      | 3922  | Blandning av R125/ 143a/ 134a med procenthalt 44/52/4 |
| R407c |                   |                      | 1774  | Blandning av R32/125/134a med en procenthalt 23/25/52 |
| R410a |                   |                      | 2088  | Blandning av R32/125 med en procenthalt 50/50         |
| R717  | NH3               | Ammoniak             | 0     |                                                       |
| R744  | CO2               | Koldioxid            | 1     |                                                       |